# Julien Schepens
Julien Schepens (Anzegem, 19 december 1935 - Nokere, 16 augustus 2006) was een Belgische wielrenner. Hij was beroepsrenner van 1955 tot 1962. Zijn grootste overwinning behaalde hij tijdens de Ronde van Frankrijk van 1960. Hij schreef er de 1e etappe (deel A) met aankomst in Brussel op zijn naam. 

## Carrière
Bij de jeugdcategorieën ontwikkelde Schepens zich vrij snel tot een talentvolle renner met een sterke eindsprint. Zo kroonde hij zich in 1953 tot Belgisch kampioen bij de nieuwelingen. Een jaar later deed hij hetzelfde bij de liefhebbers. In 1956 werd hij voor de derde maal Belgisch kampioen, deze keer bij de onafhankelijken. Ook in 1956 tekende hij zijn eerste contract bij de Franse profploeg Mercier, waar hij meteen hoge ogen gooide door tweede te worden in Parijs-Tours, na zijn ploeggenoot en kopman Albert Bouvet.
In zijn eerste volwaardige seizoen als profwielrenner zet Schepens zijn opmars verder. Hij laat zijn snelle benen zien en wint onder meer een etappe in Parijs-Nice en twee etappes in de Vierdaagse van Duinkerke. Het levert hem een selectie voor het wereldkampioenschap te Waregem op. Schepens wordt er uiteindelijk negende. Ondanks gezondheidsproblemen weet Schepens in 1960 nog de eerste rit van de Ronde van Frankrijk te winnen. Hij draagt een halve dag de gele trui. Drie jaar later beëindigt hij zijn carrière in het profwielrennen. 

## Belangrijkste overwinningen
1953
- Belgisch Kampioen op de weg, Nieuwelingen

1954
- Belgisch Kampioen op de weg, Amateurs

1955
- 2e etappe deel a Ronde van België, Amateurs
- 7e etappe Ronde van België, Amateurs

1956
- Kortemark
- Omloop Leiedal
- Astene, Onafhankelijken
- Zarren, OnafhankelijkenAankomstfoto 1ste etappe a van de Tour de France 1960
- Essenbeek, Onafhankelijken

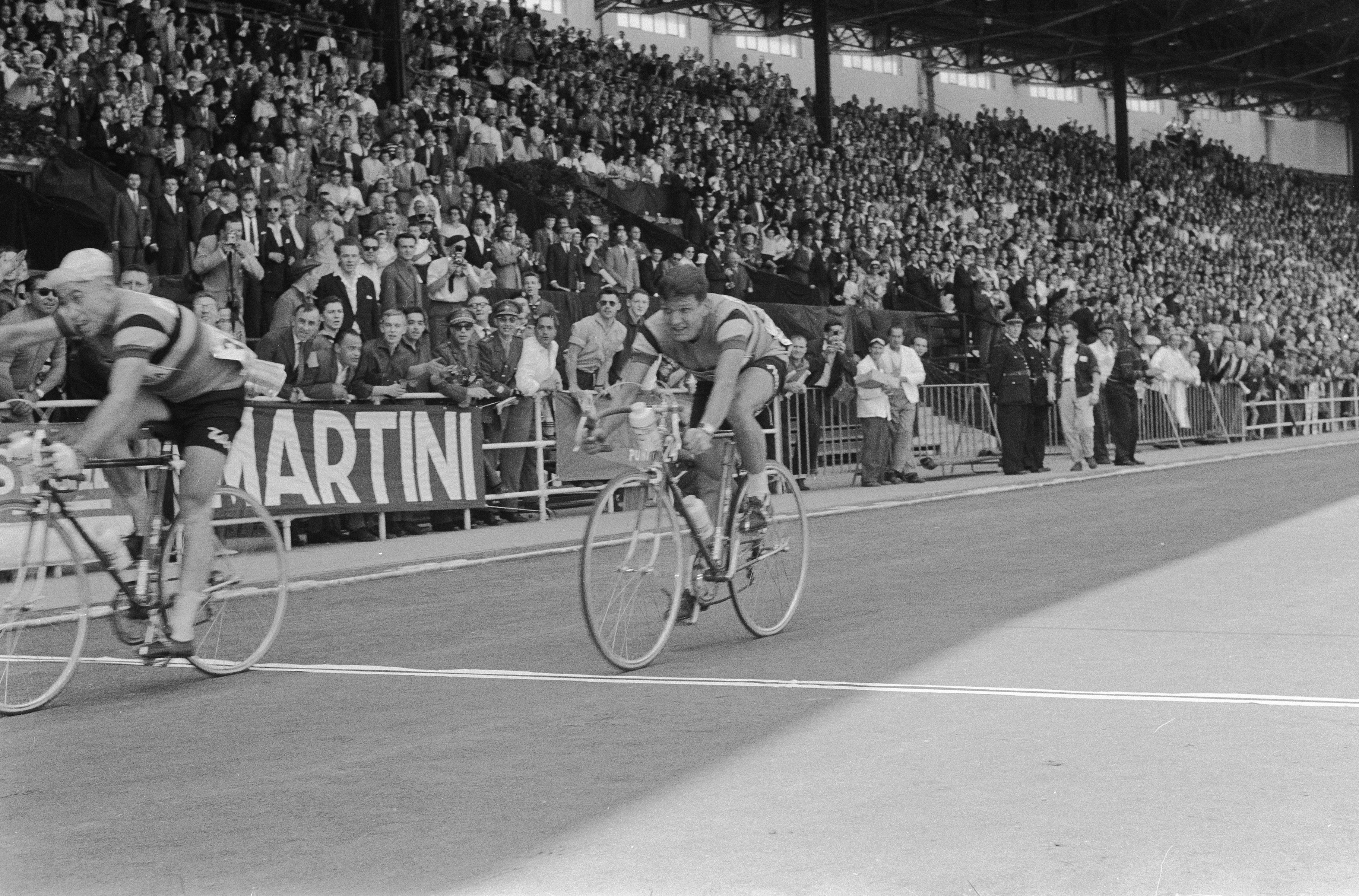
Aankomstfoto 1ste etappe a van de Tour de France 1960

- Luik-Charleroi-Luik, Onafhankelijken
- Avelgem Bossuit, Onafhankelijken
- Hoboken, Onafhankelijken
- Brussel-Luik, Onafhankelijken
- Anzegem
- Belgisch Kampioen op de weg, Onafhankelijken
- Ruiselede
- Zwijnaarde, Onafhankelijken

1957
- 2e etappe Parijs-Nice
- 1e en 3e etappe Vierdaagse van Duinkerken
- 1e etappe Drielandentrofee
- 1e en 8e etappe Tour de l'Ouest
- Beernem

1959
- 2e etappe Dwars door België

1960
- 2e etappe Ronde van Picardië
- Bankprijs Roeselare
- 3e etappe Vierdaagse van Duinkerken
- Omloop der drie Provinciën
- Mandel-Leie-Schelde
- 1e etappe deel a Ronde van Frankrijk + drager gele trui na deze etappe

1962
- GP Denain
- Eizer Overijse

## Resultaten in voornaamste wedstrijden
| Jaar | Milaan-San Remo | Gent-Wevelgem | Ronde van Vlaanderen | Parijs-Roubaix | Luik-Bast.‑Luik | Omloop Het Volk | Parijs-Tours | Kuurne-Brussel-Kuurne |  | WK op de weg |  | Wereldranglijsten |
| ---- | --------------- | ------------- | -------------------- | -------------- | --------------- | --------------- | ------------ | --------------------- |  | ------------ |  | ----------------- |
| 1955 |                 |               |                      |                |                 |                 | 19e          |                       |  |              |  |                   |
| 1956 |                 |               |                      |                |                 |                 | Zilver       |                       |  |              |  |                   |
| 1957 | 4e              | 8e            |                      | 41e            |                 | 4e              |              |                       |  | 9e           |  |                   |
| 1958 |                 | 25e           |                      | 52e            |                 |                 |              |                       |  |              |  |                   |
| 1959 | 23e             |               |                      |                |                 |                 |              |                       |  |              |  |                   |
| 1960 |                 |               | 31e                  |                |                 |                 |              | 8e                    |  |              |  |                   |
| 1961 | 105e            |               |                      | 39e            |                 | 24e             |              |                       |  |              |  |                   |